# Реджинальд (помощник приора)
Реджинальд (англ. Reginald; ум. не ранее 1206) — помощник приора Кентерберийского собора, избранный архиепископ Кентерберийский (1205).

## Биография
После смерти архиепископа Кентерберийского Хьюберта Уолтера 13 июля 1205 года наиболее вероятным кандидатом на замещение вакантной кафедры считался Джон де Грей, но его выборы были отложены на четыре месяца, и младшие монахи из причта Кентерберийского собора, не желая видеть новым архиепископом очередного кандидата епископов, не позднее октября 1205 года тайно избрали помощника приора Реджинальда, а затем отправили его в Рим с инструкциями держать в тайне своё избрание до тех пор, пока не останется других возможностей избежать возвышения Джона де Грея. Однако, Реджинальд обратился к Папе Иннокентию III за признанием немедленно по прибытии. Получив от своих сторонников при Святом Престоле (вероятно, от Пьера де Роша) сведения об этих событиях, король Иоанн Безземельный во главе хорошо вооружённого отряда явился из Вестминстера в Кентербери и заставил монахов избрать Джона де Грея. Не позднее 20 декабря 1206 года Папа Иннокентий III отменил решение об избрании Реджинальда.